# Aserbaidschanischer Fußball-Supercup
Der Aserbaidschanische Fußball-Supercup war ein aserbaidschanischer Fußballwettbewerb, in dem zu Beginn einer Saison der aserbaidschanische Meister und der aserbaidschanische Pokalsieger der abgelaufenen Saison in einem einzigen Spiel aufeinander trafen.
Sollte eine Mannschaft das Double gewonnen haben, wurde auch dieser Wettbewerb automatisch gewonnen. Der Wettbewerb fand von 1993 bis 2013 mit einigen Unterbrechungen statt.

## Die Endspiele im Überblick
| Jahr          | Sieger                              | Ergebnis                            | Finalist                            |                                     |
| ------------- | ----------------------------------- | ----------------------------------- | ----------------------------------- | ----------------------------------- |
| 1993          | Neftçi Baku                         | 4:1                                 | FK İnşaatçı Baku                    |                                     |
| 1994          | Qarabağ Ağdam gewann das Double     | Qarabağ Ağdam gewann das Double     | Qarabağ Ağdam gewann das Double     |                                     |
| 1995          | Neftçi Baku                         | 1:1 n. V., 8:7 i. E.                | PFK Turan Tovuz                     |                                     |
| 1996          | Neftçi Baku gewann das Double       | Neftçi Baku gewann das Double       | Neftçi Baku gewann das Double       |                                     |
| 1997          | keine Austragung                    | keine Austragung                    | keine Austragung                    | keine Austragung                    |
| 1998          | PFK Kəpəz gewann das Double         | PFK Kəpəz gewann das Double         | PFK Kəpəz gewann das Double         |                                     |
| 1999 bis 2003 | keine Austragung                    | keine Austragung                    | keine Austragung                    | keine Austragung                    |
| 2004          | Neftçi Baku gewann das Double       | Neftçi Baku gewann das Double       | Neftçi Baku gewann das Double       | Neftçi Baku gewann das Double       |
| 2005 bis 2006 | keine Austragung                    | keine Austragung                    | keine Austragung                    | keine Austragung                    |
| 2007          | FK Xəzər Lənkəran gewann das Double | FK Xəzər Lənkəran gewann das Double | FK Xəzər Lənkəran gewann das Double | FK Xəzər Lənkəran gewann das Double |
| 2008 bis 2012 | keine Austragung                    | keine Austragung                    | keine Austragung                    | keine Austragung                    |
| 2013          | FK Xəzər Lənkəran                   | 2:1                                 | Neftçi Baku                         |                                     |
| 2014 bis 2025 | keine Austragung                    | keine Austragung                    | keine Austragung                    | keine Austragung                    |

### Rangliste der Sieger und Finalisten
| Rang | Verein            | Siege | Jahr(e)                | FT |
| ---- | ----------------- | ----- | ---------------------- | -- |
| 1    | Neftçi Baku       | 4     | 1993, 1995, 1996, 2004 | 1  |
| 2    | FK Xəzər Lənkəran | 2     | 2007, 2013             | /  |
| 3    | FK Qarabağ Ağdam  | 1     | 1994                   | /  |
|      | PFK Kəpəz         | 1     | 1998                   | /  |